# Forbes (banda)
Forbes foi uma banda  sueca dos  anos 70.
A banda representou a Suécia no Festival Eurovisão da Canção 1977 interpretando o tema Beatles, e que falam sobre aquela  importante banda inglesa (The Beatles). Apesar de cantarem  sobre aquela banda, a sua interpretação apenas obteve 2 pontos e o 18º lugar e último da classificação ( uma das piores classificações de sempre para a Suécia).
O grupo era formado por Peter Forbes, Roger Capello, Claes Bure, Peter Björk, Anders Hector e Chino Mariano.